# Censo venezolano de 1873
El Primer Censo de la República para determinar el número de habitantes en Venezuela fue decretado el día 3 de junio de 1873 por el entonces Presidente Antonio Guzmán Blanco y realizado entre el 7 y 9 de noviembre de ese mismo año. El censo estuvo dirigido y supervisado por una Junta de Fomento Directiva del Censo de la República creada para la ocasión, y tuvo un costo total de 47 312,20 pesos venezolanos.  Con dicho proceso, se contabilizaron un total de 1 784 194 venezolanos existentes para la época.

## Resultados
La Junta Directiva del Censo presentó los resultados del censo al entonces Ministro de Estado en los Despachos de Interior y Justicia el día 27 de abril de 1874. Para el levantamiento del número de población por estado, se utilizó la demarcación territorial y nombre de los mismos que sería oficial a partir de la nueva Constitución de 1874, promulgada un mes después, con la excepción de Bolívar y Guayana. A continuación se detalla la cantidad de habitantes en el país por entidad federal:
| Estados               |           |
| Estado                | Población |
| Distrito Federal      | 60 010    |
| Guárico               | 191 000   |
| Bolívar               | 129 143   |
| Carabobo              | 117 605   |
| Barquisimeto          | 149 818   |
| Falcón                | 99 920    |
| Portuguesa            | 79 934    |
| Yaracuy               | 71 689    |
| Guzmán Blanco         | 94 151    |
| Cojedes               | 85 678    |
| Zamora                | 59 449    |
| Nueva Esparta         | 30 983    |
| Apure                 | 18 635    |
| Barcelona             | 101 396   |
| Guayana               | 34 053    |
| Maturín               | 30 983    |
| Guzmán                | 67 849    |
| Trujillo              | 108 672   |
| Táchira               | 68 619    |
| Cumaná                | 55 476    |
| Zulia                 | 59 235    |
| Territorios Federales |           |
| Territorio federal    | Población |
| Amazonas              | 23 048    |
| Mariño                | 6 705     |
| Goajiro               | 29 263    |
| Venezuela             | 1 784 194 |